# 黃成雄
黃成雄（韓語：황성웅，1980年2月24日—），韓國男演員。原以藝名成雄（성웅）進行演藝活動，自2013年出演《天命：朝鮮版逃亡者故事》後開始改用本名黃成雄。

## 演出作品

### 電視劇
- 2009年：KBS《IRIS》飾演 NSS要員
- 2010年：MBC《粉紅色口紅》飾演 孟瑞振
- 2011年：MBC《危險的女人》飾演 李瑞勳
- 2012年：SUPER ACTION《Holy Land》
- 2013年：KBS《天命：朝鮮版逃亡者故事》飾演 陶文

### 電影
- 2012年：《媽媽別哭》

### MV
- 2012年：Once A Day《找我》

## 外部連結
- 官方網站[永久]